# Saint-Denis-de-Méré
Saint-Denis-de-Méré és un municipi francès situat al departament de Calvados i a la regió de Normandia. L'any 2007 tenia 824 habitants.

## Demografia

### Població
El 2007 la població de fet de Saint-Denis-de-Méré era de 824 persones. Hi havia 313 famílies de les quals 60 eren unipersonals (24 homes vivint sols i 36 dones vivint soles), 107 parelles sense fills, 130 parelles amb fills i 16 famílies monoparentals amb fills.
La població ha evolucionat segons el següent gràfic:
Habitants censats

### Habitatges
El 2007 hi havia 368 habitatges, 319 eren l'habitatge principal de la família, 38 eren segones residències i 11 estaven desocupats. 358 eren cases i 10 eren apartaments. Dels 319 habitatges principals, 258 estaven ocupats pels seus propietaris, 56 estaven llogats i ocupats pels llogaters i 4 estaven cedits a títol gratuït; 19 tenien dues cambres, 43 en tenien tres, 122 en tenien quatre i 134 en tenien cinc o més. 219 habitatges disposaven pel capbaix d'una plaça de pàrquing. A 132 habitatges hi havia un automòbil i a 163 n'hi havia dos o més.

### Piràmide de població
La piràmide de població per edats i sexe el 2009 era:
| Homes | Edats   | Dones |
| ----- | ------- | ----- |
| 0     | 95 o +  | 0     |
| 4     | 90 a 94 | 4     |
| 0     | 85 a 89 | 4     |
| 4     | 80 a 84 | 4     |
| 28    | 75 a 79 | 12    |
| 8     | 70 a 74 | 20    |
| 12    | 65 a 69 | 20    |
| 24    | 60 a 64 | 12    |
| 32    | 55 a 59 | 24    |
| 40    | 50 a 54 | 48    |
| 28    | 45 a 49 | 28    |
| 24    | 40 a 44 | 36    |
| 40    | 35 a 39 | 40    |
| 28    | 30 a 34 | 12    |
| 40    | 25 a 29 | 20    |
| 20    | 20 a 24 | 24    |
| 36    | 15 a 19 | 16    |
| 36    | 10 a 14 | 44    |
| 12    | 5 a 9   | 8     |
| 16    | 0 a 4   | 12    |

## Economia
El 2007 la població en edat de treballar era de 561 persones, 393 eren actives i 168 eren inactives. De les 393 persones actives 356 estaven ocupades (205 homes i 151 dones) i 37 estaven aturades (15 homes i 22 dones). De les 168 persones inactives 83 estaven jubilades, 43 estaven estudiant i 42 estaven classificades com a «altres inactius».

### Ingressos
El 2009 a Saint-Denis-de-Méré hi havia 332 unitats fiscals que integraven 843,5 persones, la mediana anual d'ingressos fiscals per persona era de 18.258 €.

### Activitats econòmiques
Dels 23 establiments que hi havia el 2007, 1 era d'una empresa extractiva, 5 d'empreses de construcció, 8 d'empreses de comerç i reparació d'automòbils, 1 d'una empresa d'hostatgeria i restauració, 1 d'una empresa immobiliària, 4 d'empreses de serveis i 3 d'empreses classificades com a «altres activitats de serveis».
Dels 8 establiments de servei als particulars que hi havia el 2009, 1 era un taller de reparació d'automòbils i de material agrícola, 1 paleta, 1 guixaire pintor, 1 fusteria, 1 lampisteria, 2 perruqueries i 1 agència immobiliària.
L'any 2000 a Saint-Denis-de-Méré hi havia 19 explotacions agrícoles que ocupaven un total de 469 hectàrees.

## Equipaments sanitaris i escolars
El 2009 hi havia una escola elemental.

## Poblacions més properes
El següent diagrama mostra les poblacions més properes.